# Тёрнквист, Конрад
Конрад Эмануэль Тёрнквист (швед. Konrad Emanuel Törnqvist; 17 июля 1888, Falköping parish — 12 июля 1952, Юнсеред) — шведский футболист, полузащитник. Выступал за национальную сборную Швеции. Участник Олимпийских игр 1912 года.

## Биография
Работал сварщиком на заводах Юнсереда. Выступал за местную футбольную команду. В 1907 года перешёл в «Гётеборг». Первую игру провёл 4 августа против «Норрчёпинга». Вместе с командой трижды становился чемпионом Швеции.
6 ноября 1909 года дебютировал в составе национальной сборной Швеции в товарищеском матче с любительской сборной Англии. В этом матче, состоявшемся на стадионе «Анлаби Роуд» в Кингстон-апон-Халле, Швеция разгромно проиграла сопернику со счётом 0:7.
Летом 1912 года был в составе сборной Швеции на Олимпийских играх 1912 года в Стокгольме. Принял участие в матче утешительного турнира против Италии (0:1).
20 августа 1916 года в товарищеской встрече с США, состоявшемся на «Олимпийском стадионе» Стокгольма, забил два мяча.
В 1924 покинул «Гётеборг» и завершил карьеру. После выступал за ветеранские команды клуба, а также участвовал в матчах сборной Гётеборга против сборной Стокгольма.
Всего в составе «Гётеборг» провёл 17 сезонов. За это время принял участие более чем в 500 матчах. За национальную сборную Швеции сыграл 14 матчей и забил два мяча.
Умер в Юнсереде 12 июля 1952 года.

## Достижения
Гётеборг
- Чемпион Швеции: 1908, 1910, 1918